# All We Got Iz Us
All We Got Iz Us es el segundo álbum del grupo de rap Onyx, editado en 1995.

## Lista de canciones
1. "Life or Death (Skit)" - 0:48
2. "Last Dayz" - 3:56
3. "All We Got Iz Us (Evil Streets)" - 4:13
4. "Purse Snatchaz" - 4:07
5. "Shout" - 3:47
6. "I Murder U (Skit)" - 0:22
7. "Betta off Dead" - 4:04
8. "Live Niguz" - 3:19
9. "Punkmotherfukaz" - 1:00
10. "Most Def" - 3:55
11. "Act up (Skit)" - 0:23
12. "Getto Mentalitee" - 4:22
13. "2 Wrongs" - 3:58
14. "Maintain (Skit)" - 1:56
15. "Walk in New York" - 4:55